# Тамарін Давид Наумович
Дави́д Нау́мович Тамарін (20 вересня 1880, Гадяцький повіт Полтавської губернії, тепер Полтавської області — 1960, місто Харків) — український радянський вчений, інженер-механік, професор Харківського технологічного інституту.

## Життєпис
Син єврейського купця Нохума Тамаріна з міста Ромни Полтавської губернії. У 1903 році закінчив екстерном Воронезький кадетський корпус.
У 1910 році закінчив із відзнакою механічне відділення Харківського технологічного інституту, інженер-технолог.
У 1911 році працював заводським конструктором Краматорського металевого товариства.
З 1913 року — інженер-конструктор Харківського паровозобудівного заводу.
Одночасно в 1920—1929 роках — викладач, доцент кафедри деталей машин Харківського технологічного інституту. З 1921 року — член правління Всеукраїнської асоціації інженерів.
З 1924 року — начальник управління промисловості при Вищій раді народного господарства УСРР. У 1926—1932? роках — член президії Вищої ради народного господарства Української СРР, заступник голови Комітету Нового капітального будівництва.
У 1929—1930 роках — професор, завідувач кафедри підйомно–транспортних машин та обладнання Харківського технологічного інституту. У квітні 1930 року, після реорганізації ХТІ, розподілений до Харківського механіко-машинобудівного інституту. Працював професором, завідувачем кафедри транспортного обладнання, деканом (1936 рік) машинобудівного факультету Харківського механіко-машинобудівного інституту. Читав курси лекцій з механіки, вантажопідйомних машин.
Під час німецько-радянської війни перебував в евакуації. У 1942—1944 роках — завідувач кафедри деталей машин Куйбишевського індустріального інституту РРФСР.
У 1945—1949 роках — завідувач кафедри транспортного обладнання Харківського механіко-машинобудівного (з 1949 року — політехнічного) інституту. Водночас — завідувач кафедри промислового транспорту Харківського гірничо–індустріального інституту.
Помер у 1960 році.
Основні праці: «Пример расчета мостового электрического крана» (Харків, 1924); «Атлас чертежей грузоподъемных машин» (Харків, 1928); «Специальные краны» (Харків, 1934); «Сопротивление повороту поперечины молотовидного крана» (Труды ХПИ, 1950, №2); «Проверка относительной устойчивости стрелы плавучего крана при обрыве максимального груза» (Труды ХПИ, 1954, №5).